# HMNZS Manawanui (2019)
Le HMNZS Manawanui était un navire océanographique de soutien offshore polyvalent utilisé par la Royal New Zealand Navy dont le port d'attache est Gisborne  en Nouvelle-Zélande. Le navire remplace deux navires déclassés, le navire de levé hydrographique HMNZS Resolution (A14) (en) et le navire d’appui à la plongée HMNZS Manawanui (A09) (en).

## Histoire
Le MV Edda Fonn est construit en Norvège en 2003 comme navire d'étude pour les travaux dans l'industrie pétrolière et gazière.  Les responsables de la défense néo-zélandaise ont examiné 150 navires avant de l'identifier comme pouvant être converti. Il est acheté pour 103 millions de dollars américains.
L'Edda Fonn a été équipé des systèmes de plongée et hydrographiques nécessaires à la marine. Il a été livré en mai 2019 et mis en service le 7 juin de la même année sous le nom de Manawanui reprenant le nom du navire qu'il remplace, le HMNZS Manawanui (A09) (en) et quatrième navire de la marine néo-zélandaise le portant.
Une deuxième tranche de travaux de modification a été achevée en septembre 2023.
Il s'échoue et coule le 5 octobre 2024 après avoir percuté un récif près de l'île d'Upolu dans les Samoa. Les 75 membres d'équipage et passagers ont pu évacuer. C'est la première perte d'un navire de la marine néo-zélandaise depuis 1945.
En janvier 2025, le sort de l'épave n'est pas encore défini, le navire ne sera pas remplacé, ses missions sont reprises par un bâtiment beaucoup plus petit.

## Galerie

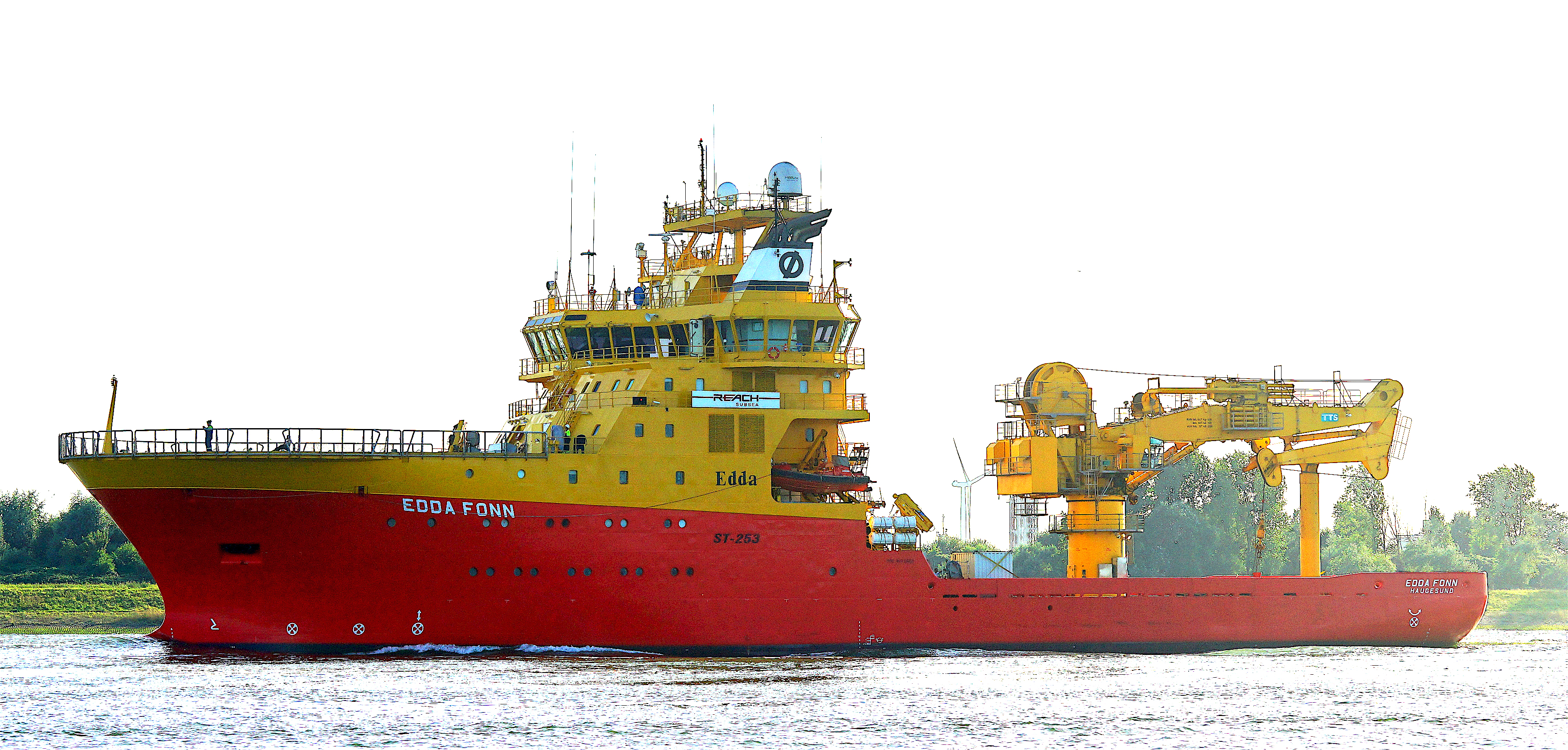
Edda Fonn
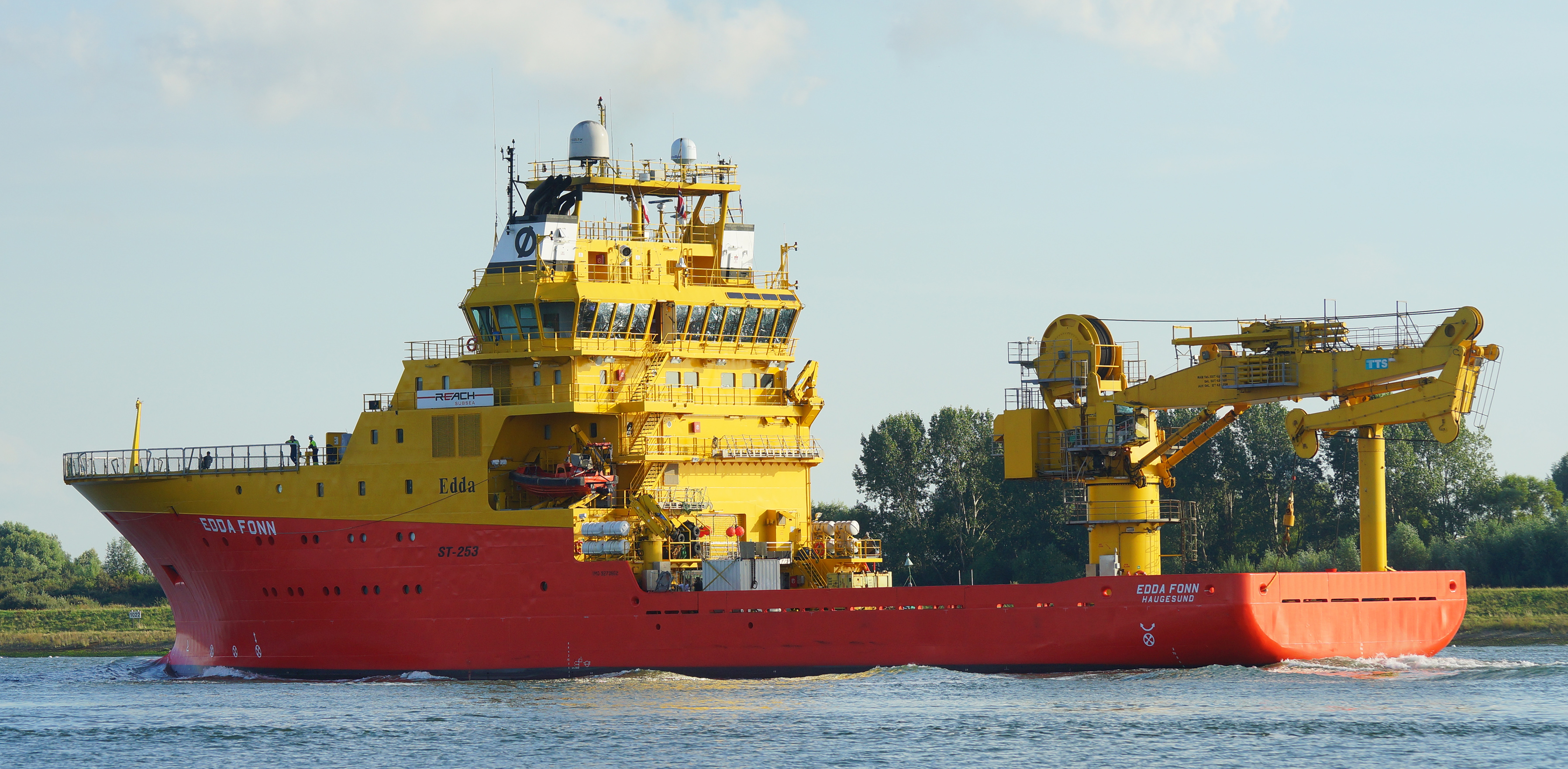
Edda Fonn
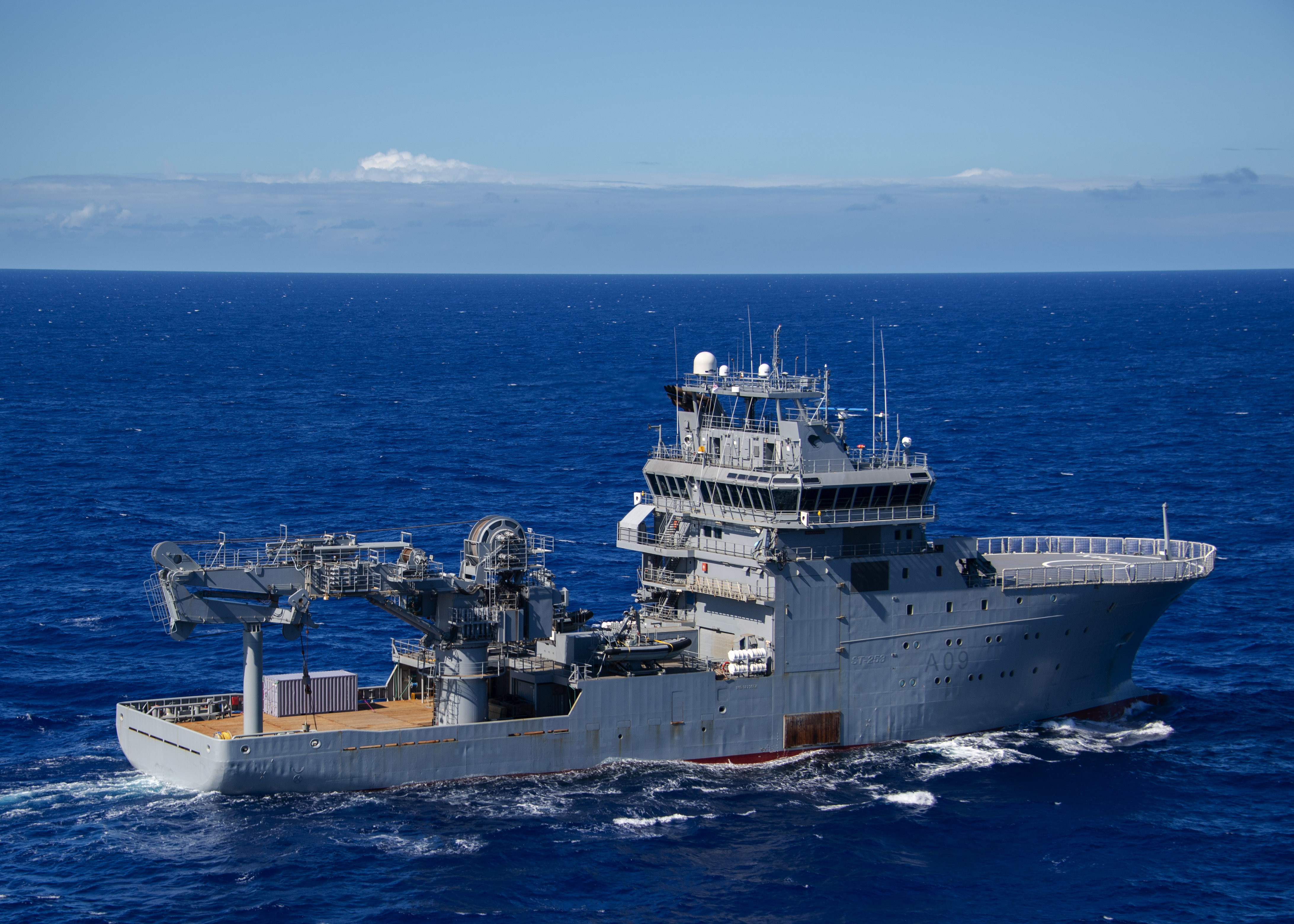
Vue trois quarts arrière du Manawanui le 18 août 2020

### Note et référence
1. ↑  https://www.beehive.govt.nz/release/new-dive-and-hydrographic-vessel-navy
2. ↑  (en) « HMNZS Manawanui sunk », sur Naval News, 6 octobre 2024
3. ↑  « Un navire de la marine néo-zélandaise fait naufrage dans le Pacifique, ses passagers sauvés », 6 octobre 2024
4. ↑  https://www.huffingtonpost.fr/international/article/en-nouvelle-zelande-le-naufrage-de-ce-navire-militaire-a-entraine-une-vague-sexiste-et-lesbophobe_240723.html
5. ↑  https://www.meretmarine.com/fr/defense/la-nouvelle-zelande-ne-va-pas-remplacer-son-batiment-hydrographique-naufrage

- (en) Cet article est partiellement ou en totalité issu de l’article de Wikipédia en anglais intitulé « HMNZS Manawanui (2019) » (voir la liste des auteurs).